# Fitzgerald (Georgia)
Fitzgerald es una ciudad ubicada en el condado de Ben Hill en el estado estadounidense de Georgia. En el censo de 2000, su población era de 8.758.

## Demografía
En el 2000 la renta per cápita promedia del hogar era de $20,805, y el ingreso promedio para una familia era de $26,577. El ingreso per cápita para la localidad era de $12,775. Los hombres tenían un ingreso per cápita de $26,674 contra $17,211 para las mujeres.

## Geografía
Fitzgerald se encuentra ubicado en las coordenadas 31°42′56″N 83°15′23″O / 31.71556, -83.25639 (31.715432, -83.256464).
Según la Oficina del Censo, la localidad tiene un área total de 18,9 km² (7,3 mi²), de la cual 18,9 km² (7,3 mi²) es tierra y 0 km² (0 mi²) (0.00%) es agua.